# Omphale
Omphale, op. 86, és una obra per piano de la compositora Mel Bonis.

## Composició
El manuscrit, sense data, té l'anotació « publicat per Breitkopff, Leipzig ». L'obra va ser publicada per Simrock editions el 1910. Va ser reeditada l'any 2004 per Furore. S'ha elaborat una versió per a orquestra.

## Anàlisi
Omphale és una de les nou peces del conjunt que retrata figures d'heroïnes mitològiques: Le Songe de Cléopâtre, Ophélie, Viviane, Phœbe, Salomé, Mélisande , Écho i Desdèmona. L'obra requereix uns requisits tècnics força avançats, i permet situar-la, pel seu títol i la seva estètica, en un estil proper al simbolisme
L'obra està articulada per un sol motiu. Aquest representa el fil que la reina lidia va filar a Hèracles. És una peça amb un gran poder evocador.

## Recepció
L'obra es va estrenar el 30 de maig de 1907 a la casa de Jeanne Monchablon. Hauria estat publicada per Hachette el 1901. Va rebre un premi de la revista alemanya Signale per die musikalische Welt el 31de maig de 1909. Els membres del jurat van ser Ferruccio Busoni, Gustav Hollaender i Philipp Scharwenka i van haver de triar entre 874 composicions. Els resultats es van anunciar el 8 de desembre de 1909. Mel Bonis va quedar en cinquè lloc i va rebre una marca de 100 punts .